# Blowin' the Blues Away
| Recensione | Giudizio |
| ---------- | -------- |
| AllMusic   | [ 1 ]    |

Blowin' the Blues Away è un album discografico a nome The Horace Silver Quintet & Trio, pubblicato dalla casa discografica Blue Note Records nel novembre del 1959.

## Tracce

### LP
Brani composti da Horace Silver.
Lato A
1. Blowin' the Blues Away – 4:40 – Registrato il 29 agosto 1959
2. The St. Vitus Dance – 4:06 – Registrato il 13 settembre 1959
3. Break City – 4:53 – Registrato il 30 agosto 1959
4. Peace – 5:58 – Registrato il 30 agosto 1959

Lato B
1. Sister Sadie – 6:15 – Registrato il 30 agosto 1959
2. The Baghdad Blues – 4:49 – Registrato il 29 agosto 1959
3. Melancholy Mood (New Version) – 7:04 – Registrato il 13 settembre 1959 [3]

### CD
Edizione CD del 1999, pubblicato dalla Blue Note Records (7243 4 95342 2 3)
Brani composti da Horace Silver, eccetto dove indicato.
1. Blowin' the Blues Away – 4:40
2. The St. Vitus Dance – 4:06
3. Break City – 4:53
4. Peace – 5:58
5. Sister Sadie – 6:15
6. The Baghdad Blues – 4:49
7. Melancholy Mood (New Version) – 7:04
8. How Did It Happen – 4:41 (Don Newey) – Bonus Track[4]

- Brano: How Did It Happen, registrato il 30 agosto 1959 a Englewood Cliffs, New Jersey

## Musicisti
Blowin' the Blues Away / Break City / Peace / Sister Sadie / The Baghdad Blues / How Did It Happen

The Horace Silver Quintet
- Horace Silver - pianoforte
- Blue Mitchell - tromba
- Junior Cook - sassofono tenore
- Gene Taylor - contrabbasso
- Louis Hayes - batteria

The St. Vitus Dance / Melancholy Mood (New Version)

The Horace Silver Trio
- Horace Silver - pianoforte
- Gene Taylor - contrabbasso
- Louis Hayes - batteria

Note aggiuntive
- Alfred Lion - produttore
- Registrato il 29-30 agosto e 13 settembre 1959 al Van Gelder Studio di Englewood Cliffs, New Jersey (Stati Uniti)
- Rudy Van Gelder - ingegnere delle registrazioni
- Paula Donahue - cover drawing
- Reid Miles - design copertina[5]

## Classifiche
| Classifica (2021) | Posizione massima |
| ----------------- | ----------------- |
| Grecia            | 65                |